# Propsilocerus paradoxus
Propsilocerus paradoxus är en tvåvingeart som först beskrevs av Lundstrom 1915.  Propsilocerus paradoxus ingår i släktet Propsilocerus och familjen fjädermyggor. Det är osäkert om arten förekommer i Sverige. Inga underarter finns listade i Catalogue of Life.